# Bayan Baru
Bayan Baru là một khu dân cư trong thành phố George Town ở bang Penang, Malaysia. Nó nằm trong Quận Tây Nam Penang, tiếp giáp với khu công nghiệp tự do Bayan Lepas.
Thị trấn được thành lập vào những năm 1970 sau khi thành lập khu công nghiệp. Kể từ đó, Bayan Baru phát triển bùng nổ, với sự phát triển thương mại và bán lẻ.

## Lịch sử
Ban đầu, Bayan Baru được phát triển bởi Công ty cổ phần phát triển Penang (PDC) vào năm 1972, song song với việc xây dựng khu công nghiệp tự do Bayan Lepas. Việc tạo ra thị trấn mới nhằm mục đích cung cấp một khu nhà ở liền kề các khu công nghiệp mới xây dựng ở Bayan Lepas, và xóa bỏ sự bất bình đẳng về kinh tế và xã hội giữa người dân thành thị và nông thôn. Sự phát triển cơ sở hạ tầng đầu tiên của khu vực là sự hình thành tài sản về đất đai, ví dụ như những ngôi nhà đôi chung tường và những ngôi nhà liền kề thành một dãy nhà.

## Chăm sóc sức khỏe
Bệnh viện Pantai với 190 giường là bệnh viện duy nhất ở Bayan Baru.. Nó được được thành lập vào năm 1997, hiện tại thuộc sở hữu của nhóm bệnh viện Parkway Pantai và và cung cấp sự điều trị chuyên khoa cho nhiều bệnh lý.

## Mua sắm

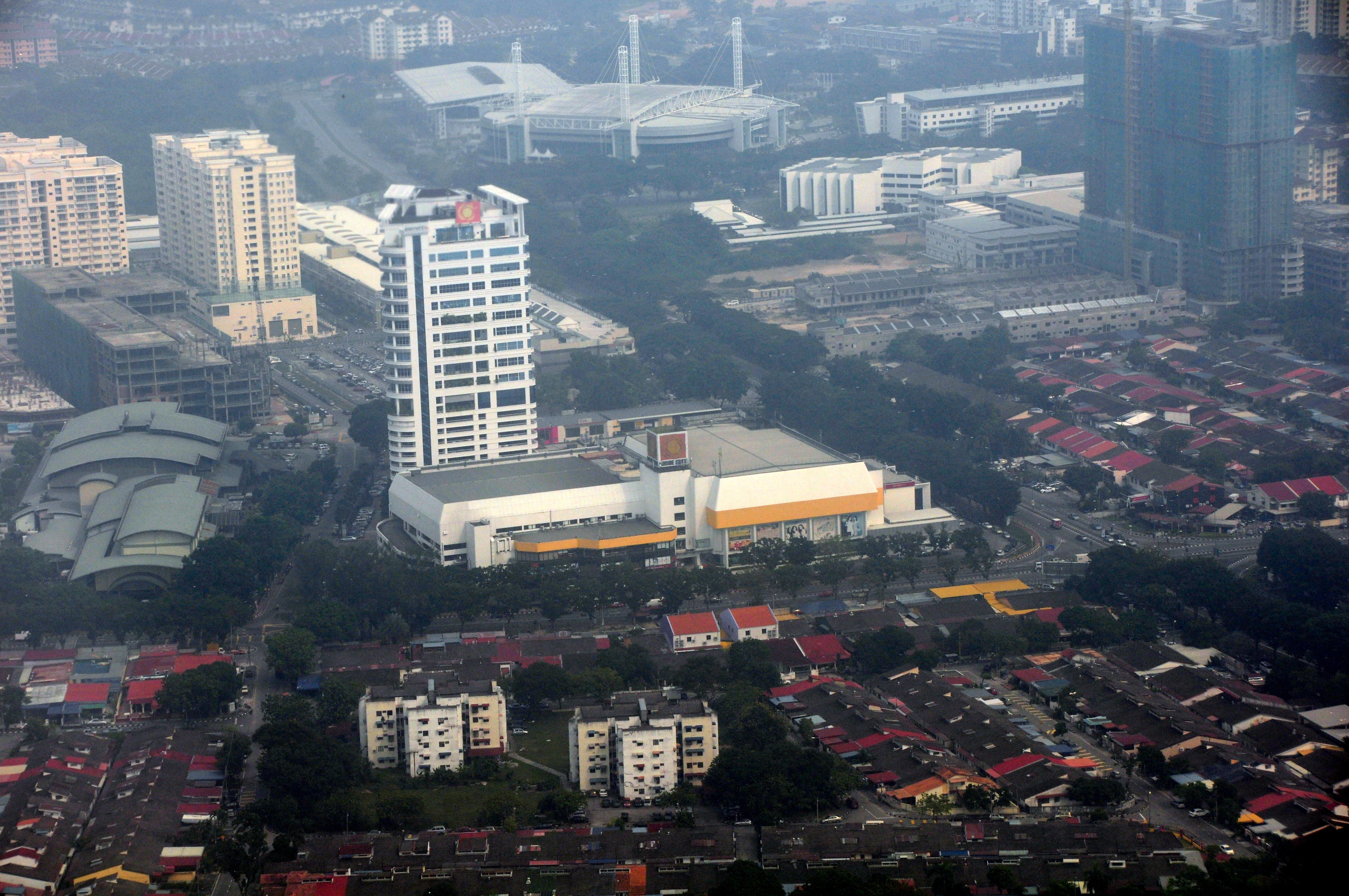
Sunshine Square, cùng SPICE Arena dưới góc nhìn tổng quan.

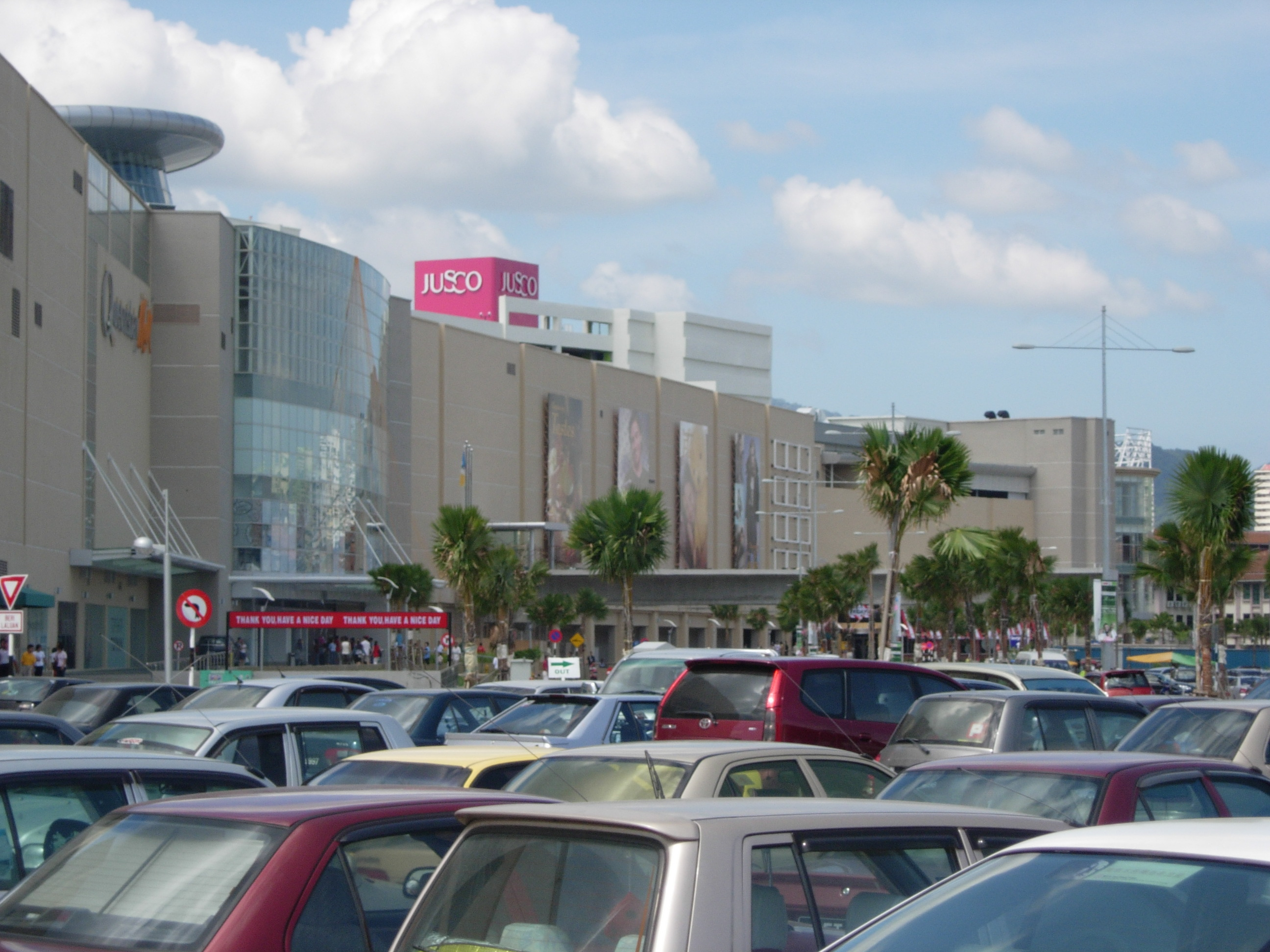
Queensbay Mall, trung tâm mua sắm lớn nhất ở Penang, ở gần Bayan Baru.

Một số trung tâm mua sắm đã được xây dựng ở Bayan Baru để phục vụ cho lượng nhu cầu tương đối cao từ những người mua sắm trong khu vực, ví dụ như vùng Bayan Lepas, Batu Maung và Sungai Nibong. 
- Sunshine Square
- Giant Bayan Baru Hypermarket[6]
- D'Piazza Mall[7]
- One Precinct[8]
- Mayang Mall (được tái quy hoạch thành GBS@Mayang)[9]

Một trong những trung tâm mua sắm ở Penang- Queensbay Mall- là trung tâm mua sắm lớn nhất ở Penang, được xây ở vị trí trung tâm để thuận tiện phục vụ nhu cầu. Trung tâm mua sắm là nơi tập hợp nhiều thương hiệu quốc tế, rạp chiếu phim và nhiều lựa chọn giải trí khác.

## Cơ sở hạ tầng
Trong những năm gần đây, chính quyền bang Penang đã đầu tư một khoản đáng kể để biến Bayan Baru thành trung tâm Dịch vụ thuê ngoài chuyên nghiệp (BPO). Điều này bao gồm việc xây dựng các tòa nhà Siêu hành lang đa phương tiện (MSC), chẳng hạn như SUNTECH Tower và One Precinct. Ngoài ra, Trung tâm mua sắm Mayang hiện tại cũng sẽ được chuyển đổi thành Trung tâm dịch vụ doanh nghiệp toàn cầu (GBS), được gọi là GBS @ Mayang, vào năm 2018. Trung tâm dịch vụ kinh doanh và thuê ngoài dịch vụ được xem như tiềm năng của Bayan Baru. Celestica- một công ty điện tử đa quốc gia của Canada, đã mở trung tâm GBS trong One Precinct vào năm 2016,  theo đó cũng ghi tên vào danh sách các công ty quốc tế có mặt tại Bayan Baru, ngoài Keyence và Zurich Insurance.
Sự hình thành trụ sở văn phòng tại Bayan Baru sẽ được tăng cường nhờ sự phát triển thương mại trong khu vực lân cận, chẳng hạn như thành phố thương mại quốc tế Penang và Quartermile.

## Giáo dục
Có hai trường tiểu học và hai trường trung học ở Bayan Baru.
 Trường tiểu học 
- SRK Bayan Baru[16]
- SRK Seri Permai[17]

 Trường trung học 
- SMK Raja Tun Uda[18]
- Heng Ee High School (Bayan Baru Branch)[19]